# Осипов, Константин Иванович
Константин Иванович Осипов (1875, Кислянское, Оренбургская губерния — не ранее июль 1907) — земледелец, объездчик, депутат II Государственной думы Российской империи от Оренбургской губернии (1907).

## Биография
Родился в 1875 году в крестьянской семье в селе Кислянском Кислянской волости Челябинского уезда Оренбургской губернии Оренбургского генерал-губернаторства, ныне село входит в Юргамышский муниципальный округ Курганской области.
Получил низшее образование — учился в министерском училище в родном селе.
С 1901 года служил объездчиком в казённой Окуневской даче, получая за свою работу по 25 рублей в месяц. В этот период вступил в Конституционно-демократическую партию. Кроме того, занимался земледелием и имел собственный дом с усадьбой.
6 февраля 1907 года крестьянин из села Введенское Введенской волости Челябинского уезда Оренбургской губернии (ныне Мишкинский муниципальный округ Курганской области) К. Осипов был избран во Вторую Государственную думу Российской империи от съезда уполномоченных от волостей Оренбургская губерния 18 голосами «за» и 17 — «против». Бланк «Сведений о членах Государственной Думы», свидетельствует, что он характеризовался как «беспартийный, правый».
Во II Думе вошёл в Конституционно-демократическую фракцию. Из 520 депутатов был одним из всего троих представителей Зауралья: двумя другими являлись шадринский крестьянин Пётр Антонович Зырянов и тобольский губернский агроном Николай Лукич Скалозубов.
Дальнейшая, «последумская» его судьба неизвестна.